# سایبرنتیک مرتبه دوم
سایبرنتیک مرتبه دوم(به انگلیسی Second-order cybernetics) که به عنوان سایبرنتیک سایبرنتیک(به انگلیسی cybernetics of cybernetics) نیز شناخته می‌شود، کاربرد بازگشتی سایبرنتیک برای خود سایبرنتیک و اعمال بازتابی سایبرنتیک بر اساس چنین نقدی است. این نظریه گونه‌ای از سایبرنتیک است که در آن «نقش ناظر به جای پنهان شدن طبق سنت علم غربی، پذیرفته و به رسمیت شناخته می‌شود». سایبرنتیک مرتبه دوم بین اواخر دهه ۱۹۶۰ و اواسط دهه ۱۹۷۰ توسط مارگارت مید، هاینز فون فورستر و دیگران توسعه یافت. فورستر از آن به عنوان «کنترل کنترل و ارتباطات ارتباطات» یاد کرد و سایبرنتیک مرتبه اول را به عنوان «سایبرنتیک نظام‌های مشاهده شده» و سایبرنتیک مرتبه دوم را به عنوان «سایبرنتیک نظام‌های مشاهده» متمایز کرد. سایبرنتیک مرتبه دوم پیوند نزدیکی با ساخت‌گرایی افراطی دارد که حدوداً در همان زمان توسط ارنست فون گلاسرزفلد توسعه یافت. در حالی که گاهی اوقات این نظریه به عنوان یک گسست از دغدغه‌های قبلی سایبرنتیک در نظر گرفته می‌شود، این نظریه بیشتر دنباله کارهای قبلی است و می‌توان آن را به عنوان یک سنت متمایز در درون سایبرنتیک در نظر گرفت، که منشأ آن در موضوعات کنفرانس‌های میسی مطرح شد که سایبرنتیک در ابتدا در آن توسعه یافت. دغدغه‌های آن شامل خودمختاری، معرفت‌شناسی، اخلاق، زبان، خودسازگاری، خودارجاعی و قابلیت‌های خودسازماندهی سیستم‌های پیچیده‌است. این به عنوان سایبرنتیک شناخته شده‌است که در آن «دور جدی گرفته می‌شود».